# Персидская мечеть (Астрахань)
Персидская мечеть — каменная мечеть, построенная в Астрахани на средства Персидского общества в 1860 году и принадлежавшая персам-шиитам.

## История
Построена на средства Персидского общества в 1860 году, располагалась на территории так называемой «Персидской слободы» на Паробичебугорной улице (современная улица Кирова). Персидские купцы, которые жили на территории Астрахани, всегда были очень влиятельны и поэтому имели собственную мечеть. Управлялась мечеть особым советом. Тем иноверцам, которые желали посетить её, сначала требовалось переговорить с муллой, а также членами совета. Посетители мечети должны были строго придерживаться правил поведения.
В мечети имелось женское отделение. Женщины ходили в мечеть 1 раз в год в течение 10 дней, когда проходили чтения из Корана на Шахсей-вахсей.

#### Внешний вид

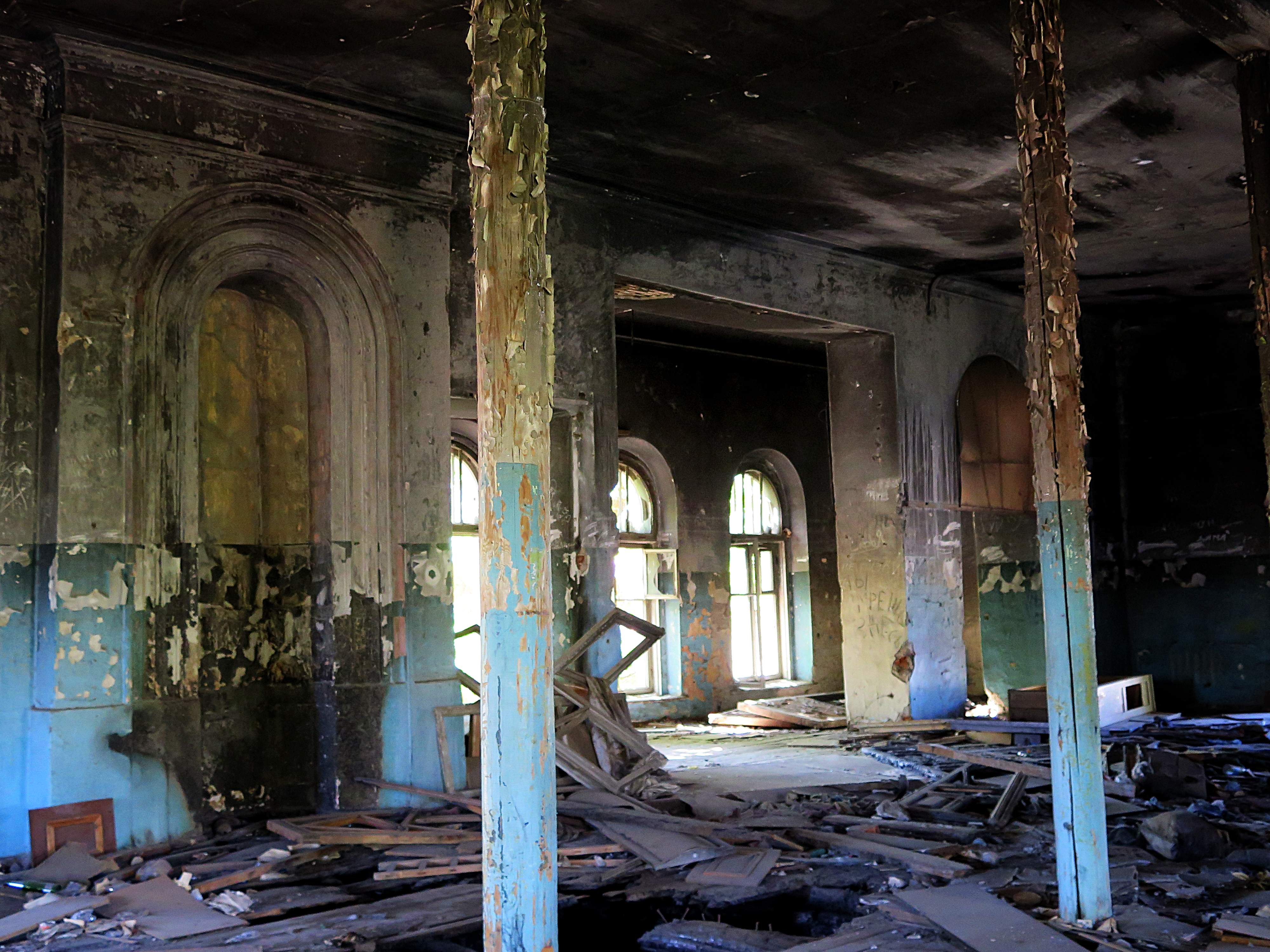
Интерьер мечети в 2018 году

Мечеть представляла собой здание кубической формы с центральным куполом на восьмигранном барабане и четырьмя минаретами по углам. Её минареты имели не традиционную форму, а представляли собой четыре невысокие башенки по углам здания. Фасады здания выполнены в стилистике классицизма с элементами мусульманской культовой архитектуры. Изначально вокруг мечети была деревянная ограда, но позже её заменили на каменную.
Внутри мечеть была покрыта изречениями из Корана, увешана лампадами и светильниками, обложена коврами и богато украшена. Архитектором мечети был знаменитый в своё время мастер Шимановский Александр Францевич. Строилась мечеть долгих десять лет на средства общины.
В 1873 году проездом в Вену Россию посетил шах Персии Насер ад-Дин. Он побывал в персидской мечети, где встречался с соплеменниками из купечества, читал молитвы и после намаза прослушал кутьбу (проповедь с молитвою за государя и его дом), которую прочитал местный мулла. Потом перед шахом выступил доктор законоведения и богословия мулла Ахмед, уроженец Решта, прочитавший ему на персидском языке несколько стихотворений собственного сочинения.
Мечеть функционировала до 1939 года, пока в советские годы не была опечатана и изъята. Здание было обезличено как храм и переделано под швейный цех. Затем в здание въехала редакция местной газеты.
В конце января 2018 года здание мечети было возвращено мусульманской общине города. Запланировано, что в ней разместится «штаб-квартира» Регионального духовного управления мусульман Астраханской области.
На 2021 год находится в полуразрушенном состоянии, активисты предупреждают о возможном обрушении здания.